# Amazon Garden: Uniform Lesbians
Pour plus de détails, voir Fiche technique et Distribution.
Amazon Garden: Uniform Lesbians est un film japonais écrit et réalisé par Takahisa Zeze, sorti en 1992.

## Fiche technique
- Titre : Amazon Garden: Uniform Lesbians
- Titre original : Kindan no sono: Za seifuku rezu / Kindan no Sono: The Seifuku Les
- Réalisation : Takahisa Zeze
- Scénario : Takahisa Zeze
- Producteur :
- Production : Kokuei Company, Shintoho Company
- Musique :
- Pays d'origine :  Japon
- Langue originale : japonais
- Lieux de tournage :
- Format :
- Genre : Pinku eiga, Drame
- Durée : 61 minutes (1 h 1)
- Dates de sorties :
  -  Japon : 10 octobre 1992

## Distribution
- Yumika Hayashi
- Takeshi Itô
- Ichiko Kamata
- Kanako Kishi
- Kazuhiro Sano